# Як це закінчується
«Як це закінчується» (англ. How It Ends) — пригодницька драма 2018 року з Тео Джеймсом і Форестом Вітакером у головних ролях.

## Сюжет
Молода пара Вілл і Сем очікують першу дитину. Вілл летить до батьків Сем, щоб попросити руку дівчини, але через суперечку з майбутнім тестем чоловік відкладає розмову. Розмова з Сем раптово обривається, всі рейси скасовано. По новинах передають про сейсмічну активність, внаслідок якої частину країни знеструмлено.
Том (батько Сем) вирішує їхати на автомобілі за донькою, до нього приєднується Вілл. Хоча траса була перекрита, Тому вдається вмовити солдата пропустити їх. Згодом двоє втягуються в бійку, у якій Тому ламають ребра. Свою пошкоджену машину чоловіки відвозять до найближчого гаражу. Після ремонту власниця Рікі погоджується поїхати разом з Семом і Віллом.
Трьом зустрічається жінка, яка благала по допомогу. Відволікшись на неї, незнайомі чоловіки викрадають їхні запаси. Том, Вілл і Рікі наздоганяють крадіїв та вбивають. Вночі Рікі покидає чоловіків. На мосту двоє стикаються з бандою, але їм вдається ухилитися. Від травми Том помирає, а автомобіль розбивається. Діставшись пішки до сімейного будинку в Айдахо, Вілл відпочиває.
Невдовзі Вілл бачить зруйноване місто, в якому знаходить Єремію та кохану Сем. Він вбиває Єремію, коли зрозумів, що той закохався в його дівчину. Землетрус викликає великі клуби диму та вогню, які швидко поширювались. Вілл і Сем намагаються втекти від цього.

## У ролях
| Актор             | Роль      |
| ----------------- | --------- |
| Тео Джеймс        | Вілл      |
| Форест Вітакер    | Том       |
| Кет Грем          | Сем       |
| Марк О'Браєн      | Єремія    |
| Ніколь Арі Паркер | Пола      |
| Грейс Дав         | Рікі      |
| Керрі Біше        | Мег       |
| Ерік Кінлісайд    | Рейнольдс |

## Створення фільму

### Виробництво
Зйомки фільму проходили в провінції Альберта та Вінніпезі, Канада.

### Знімальна група
- Кінорежисер — Девід М. Розенталь
- Сценарист — Брукс Мак-Ларен
- Кінопродюсери — Пол Шифф, Тай Данкан, Келлі Мак-Кормік, Патрік Ньюолл
- Композитор — Атлі Ерварссон
- Кінооператор — Пітер Флінкенберг
- Кіномонтаж — Джейсон Баллантайнс
- Художник-постановник — Філіп Айві
- Артдиректор — Харрісон Юрків
- Художник-декоратор — Роб Гепберн
- Художник з костюмів — Мері І. Мак-Леод
- Підбір акторів — Джон Папсідера[1]

## Сприйняття
Фільм отримав негативні відгуки. На сайті Rotten Tomatoes оцінка стрічки становить 17 % на основі 12 відгуків від критиків (середня оцінка 2,9/10) і 18 % від глядачів із середньою оцінкою 1,8/5 (761 голос). Фільму зарахований «гнилий помідор» від кінокритиків та «розсипаний попкорн» від глядачів, Internet Movie Database — 5,0/10 (15 664 голоси), Metacritic — 32/100 (4 відгуки критиків) і 3,9/10 (33 відгуки від глядачів).